# Tryńcza
Tryńcza ist ein Dorf im Powiat Przeworski der Woiwodschaft Karpatenvorland in Polen. Es ist Sitz der gleichnamigen Landgemeinde mit etwa 8400 Einwohnern.
Tryńcza liegt etwa vier Kilometer südwestlich von Sieniawa und 10 km nördlich der Kreisstadt Przeworsk im Talkessel von Sandomierz.

## Geschichte

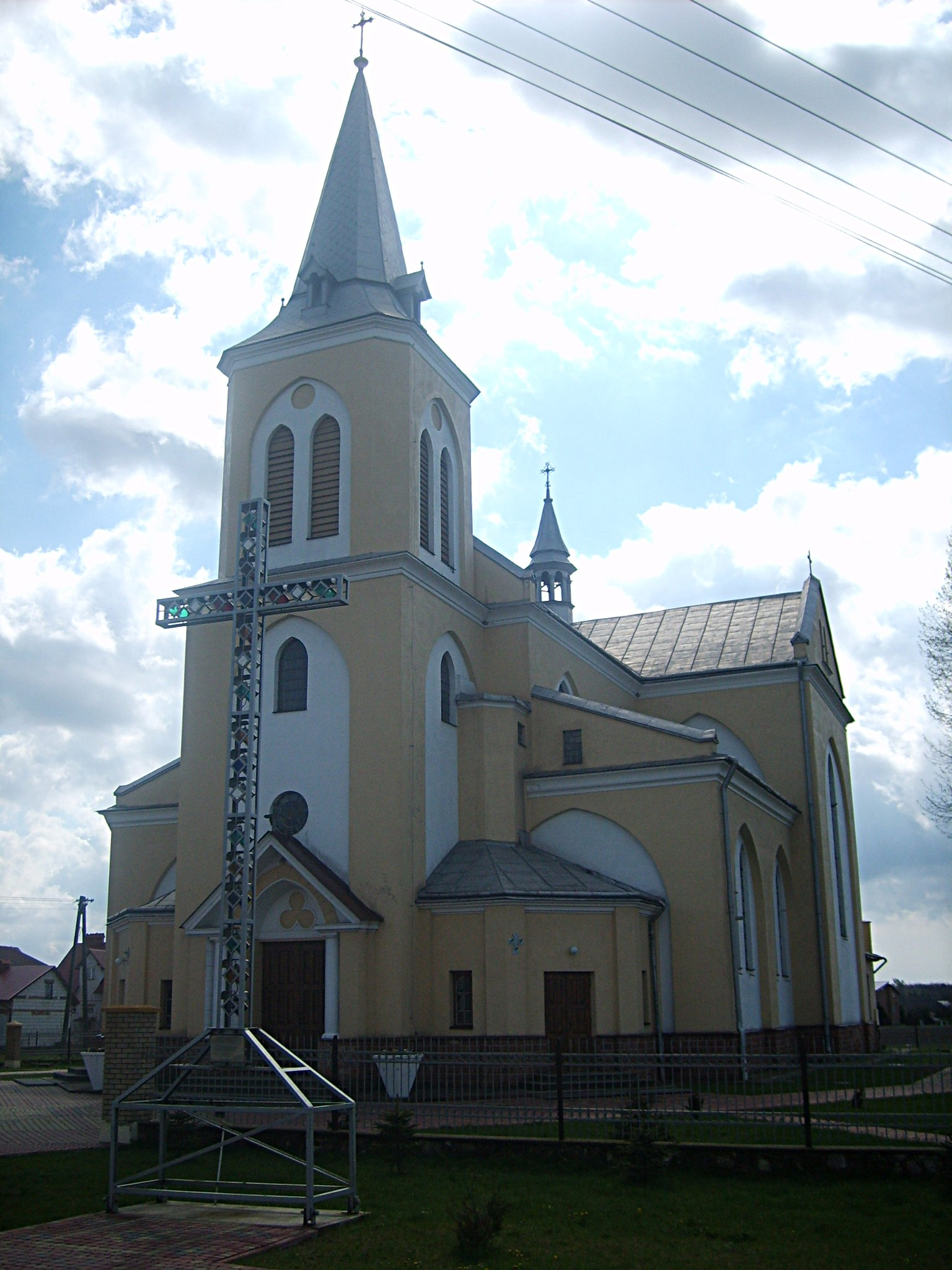
Pfarrkirche von Tryńcza

Während der Jahre 1975 bis 1998 gehörte Tryńcza zu der Woiwodschaft Przemyśl.

## Sehenswürdigkeiten
- Kornkammer eines Gutshofs aus dem 18. Jahrhundert
- Pfarrkirche, erbaut 1930.

## Gemeinde
Die Landgemeinde (gmina wiejska) Tryńcza gliedert sich in acht Dörfer mit Schulzenämtern.